# Hardcore UFOs: Revelations, Epiphanies and Fast Food in the Western Hemisphere
Hardcore UFOs: Revelations, Epiphanies and Fast Food in the Western Hemisphere è il terzo cofanetto di album musicali in formato CD del gruppo americano Guided by Voices; venne pubblicato dalla Matador Records nel 2003. Il primo disco è una raccolta antologica di brani già pubblicati; il secondo è una raccolta di B side e brani pubblicati su diverse compilation; il terzo è una selezione di brani e demo inediti; il quarto raccoglie 31 esibizioni dal vivo inedite registrate in sette anni di concerti; il quinto è la ristampa del disco di esordio del gruppo, l'EP Forever Since Breakfast. Oltre ai 5 CD, è incluso anche un DVD con il documentario del 1995 sul gruppo, Watch Me Jumpstart, diretto da Banks Tarver; nel DVD sono poi presenti video musicali, esibizioni dal vivo e un altro breve documentario di Tarver in cui Pollard e suo fratello Jim riordinano scatole di cimeli dei Guided By Voices.

## Tracce

### Disco 1
Human Amusements at Hourly Rates
Il primo disco è la raccolta The Best of Guided By Voices: Human Amusements at Hourly Rates pubblicata contemporaneamente anche come album indipendente. Le due versioni differiscono in quanto la prima include le versioni originali dei brani "Game Of Pricks" e "Motor Away" già pubblicati negli album invece delle versioni ri-registrate che sono comunque entrambe presenti nel secondo disco del cofanetto.
1. "Captain's Dead" – 2:01
2. "Drinker's Peace" – 1:50
3. "Exit Flagger" – 2:18
4. "14 Cheerleader Coldfront" – 1:31
5. "Shocker in Gloomtown" – 1:25
6. "Non-Absorbing" – 1:35
7. "Tractor Rape Chain" – 3:04
8. "Hot Freaks" – 1:43
9. "Echos Myron" – 2:38
10. "I Am a Scientist" [7" Version] – 2:29
11. "A Salty Salute" – 1:29
12. "Watch Me Jumpstart" – 2:25
13. "Game of Pricks" – 1:34
14. "Motor Away" – 2:06
15. "Hit" – 0:23
16. "My Valuable Hunting Knife" – 2:01
17. "Cut"-Out Witch – 3:05
18. "The Official Ironmen Rally Song" – 2:49
19. "To Remake the Young Flyer" – 1:43
20. "I Am A Tree" – 4:40
21. "Bulldog Skin" – 3:00
22. "Learning To Hunt" – 2:24
23. "Teenage FBI" [Original Version] – 1:38
24. "Things I Will Keep" – 2:25
25. "Surgical Focus" – 3:46
26. "Chasing Heather Crazy" – 2:53
27. "Twilight Campfighter" – 3:08
28. "Glad Girls" – 3:49
29. "Back to the Lake" – 2:34
30. "Everywhere with Helicopter" – 2:37
31. "My Kind of Soldier" – 2:36
32. "The Best of Jill Hives" – 2:38

### Disco 2
Demons and Painkillers: Matador Out-of-Print Singles, B-Sides & Compilation Tracks.
1. "Motor Away" [7" Version] – 2:16
2. "Color of My Blade" – 2:24
3. "My Valuable Hunting Knife" [7" Version] – 2:26
4. "Game of Pricks" [7" Version] – 2:16
5. "Mice Feel Nice" (in My Room) – 2:18
6. "Not Good for the Mechanism" – 2:00
7. "Kiss Only the Important Ones" – 1:27
8. "Dodging Invisible Rays" – 2:37
9. "Deaf Ears" – 1:58
10. "Why Did You Land?" – 2:15
11. "June Salutes You!" – 1:53
12. "Delayed Reaction Brats" – 1:07
13. "He's the Uncle" – 1:39
14. "Key Losers" – 2:14
15. "Postal Blowfish" [New Version] – 2:14
16. "Unleashed! The Large-Hearted Boy" [Live] – 1:56
17. "Some Drilling Implied" [Live] – 1:26
18. "Systems Crash" – 1:19
19. "Catfood on the Earwig" – 2:27
20. "The Who vs. Porky Pig" – 2:00
21. "A Life in Finer Clothing" – 1:29
22. "The Worryin' Song" – 1:02
23. "Subtle Gear Shifting" – 3:44
24. "Finks" – 2:28
25. "The Finest Joke Is Upon Us" – 3:10
26. "The Singing Razorblade" – 2:13
27. "Now to War" [Electric Version] – 2:28
28. "Mannequin's Complaint (Wax Dummy Meltdown)" – 3:21
29. "Do They Teach You the Chase?" – 1:12
30. "(I'll Name You) The Flame That Cries" – 3:18
31. "The Ascended Master's Grogshop" – 0:53
32. "My Thoughts Are a Gas" – 3:05
33. "Running Off with the Fun City Girls" – 2:01
34. "None of Them Any Good" – 2:59
35. "Choking Tara" [Creamy Version] – 2:15

### Disco 3
Delicious Pie & Thank You for Calling: Previously Unreleased Songs and Recordings.
1. "I" – 1:09
2. "Back to Saturn X" – 4:52
3. "H-O-M-E" – 2:41
4. "You're the Special" – 1:32
5. "Perhaps We Were Swinging" – 1:52
6. "Mother & Son" – 2:33
7. "7 Strokes to Heaven's Edge" – 1:54
8. "Fire 'Em Up, Abner" – 3:32
9. "Harboring Exiles" – 1:52
10. "Still Worth Nothing" – 2:36
11. "Never" – 2:53
12. "Slave Your Beetle Brain" – 1:59
13. "It Is Divine" [Different Version] – 3:47
14. "They" – 1:41
15. "I Invented the Moonwalk (and the Pencil Sharpener)" [Do the Collapse Demo] – 2:08
16. "Fly into Ashes" [Do the Collapse Demo] – 2:24
17. "The Various Vaults of Convenience" [Do the Collapse Demo] – 2:16
18. "Trashed Aircraft" [Do the Collapse Demo] – 2:15
19. "Running Off with the Fun City Girls" [Mag Earwhig! Demo] – 2:14
20. "Bulldog Skin" [Mag Earwhig! Demo] – 2:24
21. "Portable Men's Society" [Mag Earwhig! Demo] – 4:04
22. "Choking Tara" [Mag Earwhig! Demo] – 2:24
23. "Man Called Aerodynamics" [Concert For Todd Version] – 2:10

### Disco 4
Live at the Wheelchair Races: Unreleased Live Recordings 1995–2002.
1. Intro by Randy Campbell – 0:32
2. "Little Lines" – 1:55
3. "A Salty Salute" – 1:45
4. "I Am Produced" – 2:11
5. "Why Did You Land?" – 2:10
6. "Zap" – 1:10
7. "14 Cheerleader Coldfront" – 1:31
8. "Everywhere with Helicopter" – 2:34
9. "Quicksilver" – 1:06
10. "James Riot" – 2:51
11. "Pretty Bombs" – 3:26
12. "Far-Out Crops" – 2:37
13. "My Impression Now" – 2:08
14. "Look at Them" – 2:21
15. "Melted Pat" – 1:30
16. "How Loft I Am?" – 1:06
17. "King and Caroline/Motor Away" – 4:27
18. "Trap Soul Door" – 1:14
19. "Cheyenne" – 2:51
20. "Make Use" – 3:07
21. "Burning Flag Birthday Suit" – 2:28
22. "Weed King" – 2:37
23. "Town of Mirrors" – 2:45
24. "Over the Neptune/Mesh Gear Fox" – 5:08
25. "Dragons Awake!" – 2:05
26. "Shrine to the Dynamic Years (Athens Time Change Riots)" – 1:48
27. "Game of Pricks" – 2:04
28. "Tractor Rape Chain" – 2:43
29. "Key Losers" – 2:00
30. "Now to War" – 2:15
31. "Johnny Appleseed" – 3:02
32. "Drinker's Peace" – 1:42

### Disco 5
Forever Since Breakfast: The 1986 Debut EP.
Ristampa dell'EP Forever Since Breakfast, album di esordio del gruppo.
1. "Land of Danger" – 3:09
2. "Let's Ride" – 3:26
3. "Like I Do" – 2:42
4. "Sometimes I Cry" – 3:03
5. "She Wants to Know" – 3:15
6. "Fountain of Youth" – 3:59
7. "The Other Place" – 3:34